# Costa d'Avorio ai Giochi della XXXI Olimpiade
La Costa d'Avorio ha partecipato ai Giochi della XXXI Olimpiade, che si sono svolti a Rio de Janeiro, Brasile, dal 5 al 21 agosto 2016 con una delegazione di dodici atleti, sette donne e cinque uomini. 
Si è trattato della quattordicesima partecipazione ai giochi, ai quali la Costa d'Avorio ha preso parte regolarmente a partire dal 1964, con la sola eccezione dell'edizione del 1980.
La portabandiera alla cerimonia di apertura è stata la velocista Murielle Ahouré, campionessa africana dei 100 metri piani nel 2016 e argento ai mondiali di Mosca del 2013 sia nei 100 che nei 200 metri.
La Costa d'Avorio ha vinto in questa edizione due medaglie, entrambe nel taekwondo: è la seconda volta che la delegazione ivoriana riesce a conquistare medaglie alle olimpiadi; l'unico precedente risaliva ai Giochi di Los Angeles del 1984.

## Medaglie

### Medagliere per disciplina
| Sport     | Oro | Argento | Bronzo | Totale |
| --------- | --- | ------- | ------ | ------ |
| Taekwondo | 1   | 0       | 1      | 2      |
| Totale    | 1   | 0       | 1      | 2      |

### Medaglie d'oro
| Medaglia | Nome                | Sport     | Evento         |
| -------- | ------------------- | --------- | -------------- |
| Oro      | Cheick Sallah Cisse | Taekwondo | 80 kg maschile |

### Medaglie di bronzo
| Medaglia | Nome        | Sport     | Evento          |
| -------- | ----------- | --------- | --------------- |
| Bronzo   | Ruth Gbagbi | Taekwondo | 67 kg femminile |

## Risultati

### Atletica leggera
Eventi su pista e strada
Maschile
| Atleta             | Evento | Batteria  | Batteria  | Quarti    | Quarti    | Semifinale  | Semifinale  | Finale      | Finale      |
| Atleta             | Evento | Risultato | Posizione | Risultato | Posizione | Risultato   | Posizione   | Risultato   | Posizione   |
| ------------------ | ------ | --------- | --------- | --------- | --------- | ----------- | ----------- | ----------- | ----------- |
| Hua Wilfried Koffi | 100 m  | Bye       | Bye       | 10.37     | 7         | non qualif. | non qualif. | non qualif. | non qualif. |
| Hua Wilfried Koffi | 200 m  | 20.48     | 4         | N.D.      | N.D.      | non qualif. | non qualif. | non qualif. | non qualif. |
| Ben Youssef Meïté  | 200 m  | Bye       | Bye       | 10.03     | 1 Q       | 9.97 NR     | 2 Q         | 9.96 NR     | 6           |

Femminile
| Atleta             | Evento | Batteria  | Batteria  | Quarti    | Quarti    | Semifinale | Semifinale | Finale      | Finale      |
| Atleta             | Evento | Risultato | Posizione | Risultato | Posizione | Risultato  | Posizione  | Risultato   | Posizione   |
| ------------------ | ------ | --------- | --------- | --------- | --------- | ---------- | ---------- | ----------- | ----------- |
| Murielle Ahouré    | 100 m  | Bye       | Bye       | 11.17     | 2 Q       | 11.01      | 7          | non qualif. | non qualif. |
| Murielle Ahouré    | 200 m  | 22.52     | 2 Q       | N.D.      | N.D.      | 22.59      | 4          | non qualif. | non qualif. |
| Marie-Josée Ta Lou | 100 m  | Bye       | Bye       | 11.01     | 2 Q       | 10.94      | 3 q        | 10.86       | 4           |
| Marie-Josée Ta Lou | 200 m  | 22.31     | 1 Q       | N.D.      | N.D.      | 22.28 PB   | 4          | 22.21       | 4           |

### Judo
Femminile
| Atleta                   | Evento | 16-esimi             | Ottavi                            | Quarti               | Semifinali           | Ripescaggio          | Med. bronzo          | Finale               | Posizione |
| Atleta                   | Evento | Avversario Risultato | Avversario Risultato              | Avversario Risultato | Avversario Risultato | Avversario Risultato | Avversario Risultato | Avversario Risultato | Posizione |
| ------------------------ | ------ | -------------------- | --------------------------------- | -------------------- | -------------------- | -------------------- | -------------------- | -------------------- | --------- |
| Zouleiha Abzetta Dabonne | 57 kg  | Bye                  | Kaori Matsumoto (JPN) P (000-101) | non qualificata      | non qualificata      | non qualificata      | non qualificata      | non qualificata      | 9°        |

### Nuoto
| Atleta         | Evento             | Batterie | Batterie  | Semifinali  | Semifinali  | Finale      | Finale      |
| Atleta         | Evento             | Tempo    | Posizione | Tempo       | Posizione   | Tempo       | Posizione   |
| -------------- | ------------------ | -------- | --------- | ----------- | ----------- | ----------- | ----------- |
| Thibaut Danho  | 100 m stile libero | 52"78    | 54        | non qualif. | non qualif. | non qualif. | non qualif. |
| Talita Te Flan | 800 m stile libero | 9:07.21  | 27        | N.D.        | N.D.        | non qualif. | non qualif. |

### Scherma
| Atleta              | Evento          | Trentaduesimi        | Sedicesimi                | Ottavi di finale     | Quarti di finale     | Semifinali           | Finale               |
| Atleta              | Evento          | Avversario Risultato | Avversario Risultato      | Avversario Risultato | Avversario Risultato | Avversario Risultato | Avversario Risultato |
| ------------------- | --------------- | -------------------- | ------------------------- | -------------------- | -------------------- | -------------------- | -------------------- |
| Gbahy-Gwaldys Sakoa | Spada femminile | Bye                  | Sun Yiwen (CHN) P (11-15) | non qualif.          | non qualif.          | non qualif.          | non qualif.          |

### Taekwondo
| Atleta              | Evento           | Ottavi                       | Quarti                  | Semifinale                   | Ripescaggio                  | Finale / BM                 | Finale / BM |
| Atleta              | Evento           | Avversario Risultato         | Avversario Risultato    | Avversario Risultato         | Avversario Risultato         | Avversario Risultato        | Classifica  |
| ------------------- | ---------------- | ---------------------------- | ----------------------- | ---------------------------- | ---------------------------- | --------------------------- | ----------- |
| Cheick Sallah Cissé | 80 kg maschile   | Piotr Paziński (POL) V 8–2   | Tahir Güleç (GER) V 7-1 | Oussama Oueslati (TUN) V 7-6 | Bye                          | Lutalo Muhammad (GBR) V 8-6 | Oro         |
| Ruth Gbagbi         | −67 kg femminile | Seham El-Sawalhy (EGY) V 4-3 | Haby Niaré (FRA) P 4-5  | non qualificata              | Aniya Louissaint (HAI) V 7-2 | Farida Azizova (AZE) V 7-1  | Bronzo      |
| Mamina Koné         | +67 kg femminile | Gwladys Épangue (FRA) P 1-3  | non qualif.             | non qualif.                  | non qualif.                  | non qualif.                 | non qualif. |

### Tiro con l'arco
| Atleta           | Evento      | Round di qualificazione | Round di qualificazione | 32-esimi                   | 16-esimi                  | Ottavi                    | Quarti                    | Semifinali                | Finale/ Finale per il bronzo | Pos.            |
| Atleta           | Evento      | Punteggio               | Seed                    | Avversario Seed Punteggio  | Avversario Seed Punteggio | Avversario Seed Punteggio | Avversario Seed Punteggio | Avversario Seed Punteggio | Avversario Seed Punteggio    | Pos.            |
| ---------------- | ----------- | ----------------------- | ----------------------- | -------------------------- | ------------------------- | ------------------------- | ------------------------- | ------------------------- | ---------------------------- | --------------- |
| Philippe Kouassi | Individuale | 634                     | 57                      | Valladont (FRA) (49) P 4-6 | non qualificato           | non qualificato           | non qualificato           | non qualificato           | non qualificato              | non qualificato |